# Trois Jours de perm'
Pour plus de détails, voir Fiche technique et Distribution.
Trois Jours de perm' est un film français réalisé par Maurice Kéroul et Georges Monca, sorti en 1936.

## Fiche technique
- Titre : Trois Jours de perm'
- Réalisation : Maurice Kéroul et Georges Monca
- Photographie : Georges Asselin
- Décors : Jean Douarinou
- Musique : Rinaldo Rinaldi
- Pays d'origine :  France
- Production : Max Lerel - Charles Bauche
- Genre : Comédie
- Durée : 86 minutes
- Date de sortie : France, 26 juin 1936

## Distribution
- Alice Tissot
- André Berley
- Dolly Davis
- Jacqueline Daix
- Georges Péclet
- Max Lerel
- Claire Gérard
- Nicolas Amato
- Claudette France
- Rose Avril
- Louis Scott
- Paul Marthès
- Jean Dumontier